# Medernach
Medernach var tidigare en kommun i Luxemburg. Den ligger i kantonen Canton de Diekirch och distriktet Diekirch, i den centrala delen av landet, 22 kilometer norr om huvudstaden Luxemburg. Arean är 12,9 kvadratkilometer.
År 2011 slogs Medernach ihop med Ermsdorf för att bilda den nya kommunen Vallée de l’Ernz.
Terrängen i Medernach är huvudsakligen platt.

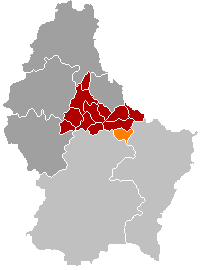
Medernach markerad med orange i karta över Luxemburg

I omgivningarna runt Medernach växer i huvudsak blandskog. Runt Medernach är det ganska tätbefolkat, med 100 invånare per kvadratkilometer.